# Огарковская
Огарковская — деревня в Вожегодском районе Вологодской области.
Входит в состав Тигинского сельского поселения (с 1 января 2006 года по 9 апреля 2009 года входила в Огибаловское сельское поселение), с точки зрения административно-территориального деления — в Огибаловский сельсовет.
Расстояние до районного центра Вожеги по автодороге — 33,5 км, до центра муниципального образования Гридино по прямой — 10 км. Ближайшие населённые пункты — Бухара, Нефедовская, Анциферовская.
По переписи 2002 года население — 74 человека (35 мужчин, 39 женщин). Преобладающая национальность — русские (99 %).